# Melittobia acasta
Melittobia acasta ist eine Erzwespe in der Unterfamilie Tetrastichinae innerhalb der Eulophidae. Die Art wurde 1839 von dem englischen Entomologen Francis Walker als Cirrospilus acasta erstmals beschrieben.

## Merkmale
Die etwa 1,5 mm langen Erzwespen weisen einen ausgeprägten Geschlechtsdimorphismus auf. Im Folgenden eine Beschreibung nach Staverløkk & Kim (2018). Für die Weibchen gilt: Ein malarer Sulcus (Grube im Wangenbereich) fehlt. Die frontofascialen Sulci (Gesichtsgruben) sind schmal voneinander getrennt. Der Clypeusrand weist zwei relativ große gerundete Lappen auf. Der Thorax ist gewöhnlich abgeflacht. Pronotum und Propodeum sind verlängert. Das Mesoscutum (Rückenplatte) weist keine mediane Linie auf. Der Mittellappen (Lobus) des Mesoscutum hat verstreute Borsten (Setae). Das Scutellum besitzt submediane Linien sowie zwei Borstenpaare. Die Vorderflügel besitzen an der Submarginalader 3–6 dorsale Borsten. Das Hypopygium reicht über die Hälfte des Gasters hinaus. Für die Männchen gilt: Diese sind apter oder brachypter. Der rundliche Kopf ist vergrößert. Dieser weist keinen malaren Sulcus sowie keine frontofasciale Sulci auf. Ocelli sind vorhanden. Die Facettenaugen sind zu einer einzelnen Facette reduziert. Der Scapus (basales Fühlerglied) ist vergrößert und apikal geschwollen.

## Verbreitung
Die Art besitzt eine kosmopolitische Verbreitung.

## Lebensweise
Melittobia acasta ist ein primärer oder sekundärer, gregärer Ektoparasitoid verschiedener Insektenordnungen, Käfer, Zweiflügler, Hautflügler und Schmetterlinge. Es konnten mindestens 83 verschiedene Primärwirte festgestellt werden. Zu den Hauptwirten gehören Larven und Puppen solitärer Bienen sowie verschiedener Grab- und Faltenwespen. Es werden mindestens vier Grabwespen-Arten der Gattung Sceliphron parasitiert: der Mauerspinnentöter (Sceliphron destillatorium), die Orientalische Mauerwespe (Sceliphron curvatum), die Amerikanische Mauerwespe (Sceliphron caementarium) sowie Sceliphron asiaticum. In einem Insektenhotel in Norwegen konnte Melittobia acasta in den Brutzellen einer Maskenbiene (Hylaeus) nachgewiesen werden. Das Verhältnis zwischen weiblichen zu männlichen Nachkommen liegt bei etwa 17,5:1. Die blinden, flugunfähigen Männchen von Melittobia acasta verbleiben im Wirtsnest. Sie führen Kämpfe mit ihren männlichen Artgenossen um die Weibchen durch. Die stark modifizierten Fühler dienen der Brautwerbung. Die meist flugfähigen Weibchen verlassen das Wirtsnest auf der Suche nach neuen Wirten.
Vertreter der Gattung Melittobia sind offenbar in der Lage, sich mittels arrhenotoköser Parthenogenese fortzupflanzen. Dabei können auch unbefruchtete Weibchen Nachkommen beiderlei Geschlechts zeugen.